# Jeanne Lion
Jeanne Lion, o Jeanne Léonnec, (22 de agosto de 1877 – 15 de octubre de 1969) fue una actriz teatral y cinematográfica francesa, nacida y fallecida en la ciudad de París. 

## Filmografía
- 1951 : Le Vrai Coupable
- 1949 : Monseigneur
- 1948 : L'Ombre
- 1948 : Éternel conflit
- 1940 : L'Entraîneuse
- 1938 : Le Ruisseau
- 1938 : La Chaleur du sein
- 1938 : Vidocq
- 1937 : Maman Colibri
- 1936 : Le cœur dispose
- 1936 : La Peur
- 1936 : Puits en flammes
- 1934 : La Flambée
- 1934 : Jeanne
- 1934 : Le Monde où l'on s'ennuie
- 1933 : Pas besoin d'argent
- 1926 : Jim la houlette, roi des voleurs

## Teatro
- 1904 : El rey Lear, de William Shakespeare, escenografía de André Antoine, Teatro Antoine
- 1905 : Vers l'amour, de Léon Gandillot, escenografía de André Antoine, Teatro Antoine
- 1906 : Hop o'my thumb, de Richard Pryce y Frederick Fenn, escenografía de André Antoine, Teatro Antoine
- 1908 : L'Alibi, de Gabriel Trarieux, Teatro de l'Odéon
- 1909 : Les Grands, de Pierre Veber y Serge Basset, Teatro de l'Odéon

- 1914 : La Victime, de Fernand Vanderem y Franc-Nohain, Comédie des Champs-Elysées
- 1916 : L'Amazone, de Henry Bataille, Théâtre de la Porte Saint-Martin

- 1925 : La Chapelle ardente, de Gabriel Marcel, escenografía de Gaston Baty, Teatro du Vieux-Colombier

- 1934 : Les Temps difficiles, de Édouard Bourdet, Teatro de la Michodière
- 1935 : Rouge !, de Henri Duvernois, Teatro Saint-Georges
- 1936 : Christian, de Yvan Noé, Teatro des Variétés
- 1937 : Victoria Regina, de Laurence Housman, escenografía de André Brulé, Teatro de la Madeleine
- 1938 : Frénésie, de Charles de Peyret-Chapuis, escenografía de Charles de Rochefort, Teatro Charles de Rochefort
- 1939 : Roi de France, de Maurice Rostand, escenografía de Harry Baur, Teatro de l'Œuvre

- 1946 : Divinas palabras, de Ramón María del Valle-Inclán, escenografía de Marcel Herrand, Teatro des Mathurins
- 1946 : Diez negritos, de Agatha Christie, escenografía de Roland Piétri, Teatro Antoine
- 1947 : Passage du malin, de François Mauriac, escenografía de Jean Meyer, Teatro de la Madeleine
- 1948 : Marqué défendu, de Marcel Rosset, escenografía de Charlie Gerval, Teatro des Célestins
- 1949 : Une femme libre, de Armand Salacrou, escenografía de Jacques Dumesnil, con Jacques Dumesnil, Yves Robert, Teatro Saint-Georges

- 1950 : Une femme libre, de Armand Salacrou, escenografía de Jacques Dumesnil, Teatro des Célestins
- 1950 : Pourquoi pas moi, de Armand Salacrou, escenografía de Jacques Dumesnil, Teatro Édouard VII
- 1951 : Los enredos de Scapin, de Molière, escenografía de Louis Jouvet, Teatro des Célestins
- 1951 : L'Épreuve, de Marivaux, escenografía de Pierre Bertin, Teatro des Célestins
- 1952 : Feu Monsieur de Marcy, de Raymond Vincy y Max Régnier, escenografía de Georges Douking, Théâtre de la Porte Saint Martin